# Tiago da Rocha Vieira Alves
Tiago da Rocha Vieira Alves (Trajano de Moraes, 4 giugno 1994 – La Unión, 28 novembre 2016) è stato un calciatore brasiliano, di ruolo centrocampista.

## Carriera
Ha giocato in Série A la Chapecoense, giocandovi 16 partite nella sua unica stagione da professionista.
È deceduto, insieme a gran parte della squadra, altri passeggeri e componenti dell'equipaggio, in seguito ad un incidente aereo avvenuto il 28 novembre in Colombia, mentre si stava recando con la squadra a Medellín per disputare la finale della Coppa Sudamericana. Proprio sul volo aveva appena ricevuto la notizia che la moglie era incinta.

## Palmarès

### Club

#### Competizioni statali
- Campionato Catarinense: 1

Chapecoense: 2016

#### Competizioni internazionali
- Coppa Sudamericana: 1

Chapecoense: 2016 (postumo)